# 与楽寺 (東京都北区)
与楽寺（よらくじ）は、東京都北区田端1丁目にある真言宗豊山派の寺院。

## 歴史
創建は不明であるものの、寺伝によれば弘法大師(空海)によって当地に創建されたという。本尊は地蔵菩薩で、弘法大師の作と伝えられている。この地蔵菩薩は、別名として賊除地蔵といわれ、これには以下のようないわれがあると伝わっている。
「ある時代の夜、盗賊が当与楽寺に入ろうとしたところ、寺から多数の僧が現れ、盗賊と対決、遂には盗賊を追い出した。どこからそんな僧が現れたのか不思議がっていたが、その翌朝与楽寺の本尊の地蔵菩薩の足に泥がついているのが発見された。それから人々は、この地蔵菩薩が僧に変身して盗賊を追い出したのだと信じるようになり、賊除地蔵としてなお一層の信仰を得るようになったと言われている。」
江戸時代の慶安2年（1649年）、江戸幕府より20石の朱印を受けて格式のある寺院になった。そして、当寺院は京都の仁和寺の関東末寺の取締役寺にもなった。その他に当寺院は、江戸六阿弥陀のひとつの阿弥陀如来でも知られている。

## 主な施設
- 本堂
- 阿弥陀堂
- 霊堂
- 秋田藩唯一の陸軍大将で子爵の大島久直の墓所

## アクセス
- JR線田端駅南口より徒歩約4分（経路案内）。
- 拝観は無料。日中の時間帯のみ受け付け。
- 駐車施設:あり(少数)